# سام وليامز (لاعب كرة قدم مواليد 2005)
سام وليامز (بالإنجليزية: Sam Williams)‏ هو لاعب كرة قدم أمريكي، ولد في 18 مارس 2005 في الولايات المتحدة. لعب مع نيو يورك ريد بولز 2.